# Дневные звёзды
«Дневные звёзды» — советский широкоформатный художественный фильм, поставленный на киностудии «Мосфильм» в 1966 году режиссёром Игорем Таланкиным по одноимённой автобиографической книге Ольги Берггольц.
Премьера фильма состоялась в Москве 20 декабря 1968 года. Фильм, из которого были вырезаны некоторые сцены, был положен «на полку»; пять лет спустя был показан на кинофестивале в Венеции и принёс режиссёру «Золотую медаль участия».

## Сюжет
Фильм основан на вышедшей в 1959 году автобиографической книге «Дневные звёзды» ленинградской писательницы Ольги Берггольц, пережившей самые трудные годы блокады в осаждённом городе. Именно в этот период она создала одни из лучших своих произведений, в том числе поэмы, посвящённые защите Ленинграда: «Февральский дневник» и «Ленинградская поэма».

## В ролях
- Алла Демидова — Ольга Берггольц
- Андрей Попов — Фёдор Христофорович, отец Ольги Берггольц
- Константин Баранов — Николай
- Татьяна Ленникова — мать
- Аллочка Малышева — Оля в детстве
- Леночка Борисова — сестра Муся
- Иван Уфимцев — служитель зоопарка
- Анатолий Игнатьев — убийца
- В. Демидовский — эпизод
- Юрий Леонидов — эпизод
- Рита Гладунко — боярыня
- Иван Жеваго
- Виктор Кольцов
- Нина Ургант — женщина с гробом

## Съёмочная группа
- Авторы сценария и режиссёр постановщик — Игорь Таланкин
- Главный оператор — Маргарита Пилихина
- Художники — Николай Усачёв, Александр Макаров
- Композитор — Альфред Шнитке
- Звукооператор — Яков Харон

## Фестивали и премии
Участие в основной конкурсной программе Тридцатого Венецианского кинофестиваля (1969)